# Perú Libre (cóctel)
El Perú Libre, o piscola es un cóctel peruano elaborado a base de pisco y refresco de cola. Es una variación regional de mezclas similares que combinan destilados con bebidas gaseosas, pero con la particularidad de utilizar el pisco peruano como licor base. Este cóctel es conocido por su sabor único que resalta las características de esta emblemática bebida nacional.Tiene su origen como una adaptación local inspirada en el clásico Cuba Libre. 

## Descripción
El Perú Libre es un trago refrescante y fácil de preparar que celebra el pisco peruano, el destilado nacional del Perú, y es una muestra de la versatilidad del pisco en la coctelería contemporánea. Este cóctel combina pisco con refresco de cola y un toque de limón sutil, un limón pequeño y aromático muy usado en este país, el cual equilibra el dulzor del refresco y realza las cualidades del pisco sin opacarlo. Es una bebida ligera que ha ido cobrando popularidad, que se puede servir en cualquier ocasión como una forma relajada de disfrutar el pisco.
También se le conoce como piscola, lo cual genera un poco de confusión con la bebida chilena del mismo nombre. Puedan parecer similares por sus ingredientes principales (licor y cola), pero la distinción entre los licores base impacta directamente en la identidad y el sabor de los cócteles resultantes. Ambos destilados son diferentes en su método de producción y sabor. El pisco peruano se destila una sola vez y no se le agrega agua después de la destilación, mientras que el pisco chileno permite múltiples destilaciones y ajustes con agua.
- Licor base: El Perú Libre utiliza pisco peruano, mientras que la Piscola usa el pisco chileno, cada uno con procesos de producción distintos.

- Sabor: Las características de cada tipo de pisco dan un perfil de sabor diferente al cóctel.

## Preparación
La receta tradicional del Perú Libre incluye los siguientes ingredientes:
- Pisco: preferiblemente uno aromático como el Quebranta o Italia.
- Refresco de cola: comúnmente gaseosas tipo cola internacional o local.
- Jugo de limón: aporta un toque cítrico.
- Rodaja de limón: para decorar.
- Hielo: para servir bien frío.

Para su preparación, el pisco se vierte sobre hielo en un vaso alto, se completa con refresco de cola, y se mezcla suavemente. Se puede decorar con una rodaja de limón. 